# 미르새예트 솔탄갤리어프

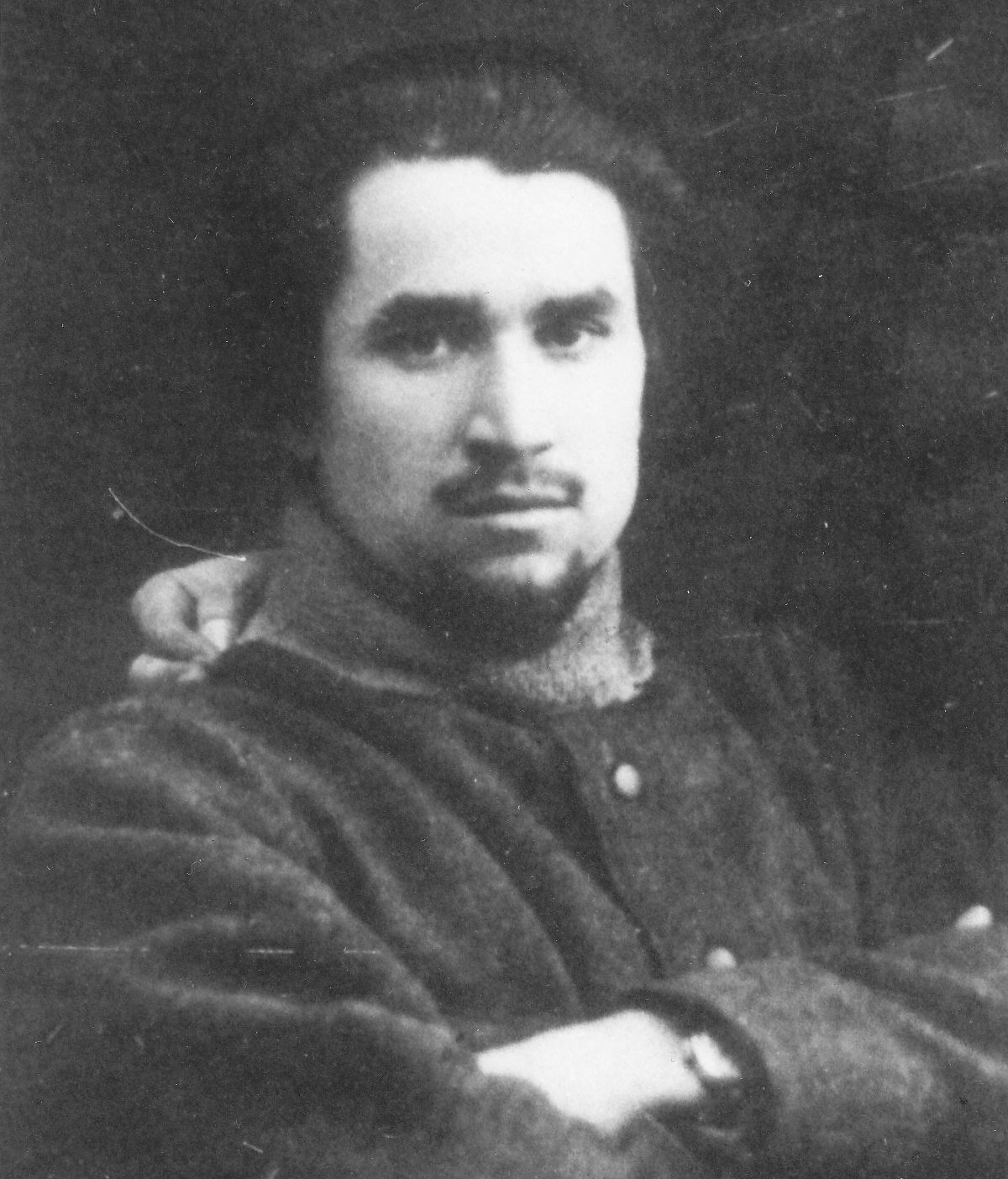

미르새예트 해이대르갤리 울르 솔탄갤리어프(타타르어: Mirsäyet Xäydärğäli ulı Soltanğäliev [ˌmirsæˈjet xæɪˌdærɣæˈli ulɯ sɔlˌtɑnɣæˈliəf], 러시아어: Мирсаид Хайдаргалиевич Султан-Галиев 미르사이드 하이다르갈리예비치 술탄갈리예프[*]: 1892년 7월 13일 - 1940년 1월 28일)는 타타르인 혁명가로, 1920년대 초 러시아 공산당에서 두각을 드러내고 활동했다. 그는 무슬림 국민공산주의의 사상적 설계자였다. 솔탄갤리어프의 무슬림 공산주의 사상은 코민테른의 정책에 직접적인 위협으로 여겨졌고, 1923년 공산당에서 제명당했다. 1928년 체포되어 6년간 감옥생활을 했다가, 1937년 다시 체포된 뒤 1940년 총살당했다.